# 哈利娜·阿什凯沃维奇-沃伊诺
哈利娜·阿什凯沃维奇-沃伊诺（波蘭語：Halina Aszkiełowicz-Wojno，1947年2月4日—2018年6月22日），波兰女子排球运动员。她曾代表波兰国家队参加1968年夏季奥林匹克运动会排球比赛，获得一枚铜牌。